# Dirk Baltzly
Dirk Baltzly (* 1963) ist ein US-amerikanisch-australischer Klassischer Philologe und Philosophiehistoriker auf dem Gebiet der antiken Philosophie.
Baltzly studierte an der Ohio State University und erwarb dort den B.A. in Geschichte und Philosophie (1985) und den M.A. (1988) sowie den Ph.D. in Philosophie bei Allan Silverman (1992). Danach arbeitete er am King’s College, London (1992–1994) und an der Monash University in Melbourne (1994–2013), wo er zusätzlich einen Ph.D. in classics erwarb (2008). Er war in diesem Zeitraum Fellow am Institute of Classical Studies der University of London (2000) und am Institute for Advanced Study in Princeton (2010–2011). Seit 2013 ist er Professor für Philosophie und Gender Studies an der Universität von Tasmanien. Seit 2008 ist er Fellow der Australian Academy of the Humanities in den Abteilungen für Philosophie als auch für classics.
Baltzly arbeitet zur antiken griechischen und römischen Philosophie und zur modernen Tugendethik, insbesondere zu Platon und seiner Rezeption bei Proklos. Mit Michael Share hat er eine englische Übersetzung des Kommentars des Hermeias von Alexandria zu Platons Dialog Phaidros vorgelegt.

## Schriften (Auswahl)
- mit Michael Share: Hermias: On Plato, Phaedrus 257C–279C, with ‘Syrianus’: Introduction to Hermogenes on Styles (= Ancient commentators on Aristotle). Bloomsbury Academic, London 2025, ISBN 9781350363762.
- mit Michael Share: Hermias: On Plato, Phaedrus 245E–257C (= Ancient Commentators on Aristotle, 118). Bloomsbury Academic, London 2023, ISBN 9781350051928.
- mit Michael Share: Hermias: On Plato, Phaedrus 227A–245E (= Ancient Commentators on Aristotle, 106). Bloomsbury Academic, London. Bloomsbury Academic, London 2018, ISBN 9781350051904.
- mit John F. Finamore und G. Miles: Proclus: Commentary on Plato’s Republic. Cambridge University Press, Cambridge 2018, ISBN 9781316650899.
- mit Harold Tarrant, D. A. Layne und F. Renaud (Hrsg.): Brill’s Companion to the Reception of Plato in Antiquity. Brill, Leiden 2018, ISBN 9789004270695.
- Proclus on Time and the Stars. Cambridge University Press, Cambridge 2013, ISBN 9780521846585.
- Proclus: Commentary on Plato’s Timaeus, part II – Proclus on the world soul. Cambridge University Press, Cambridge 2009, ISBN 9780521845960.
- Proclus: Commentary on Plato’s Timaeus, part III – Proclus on the World’s Body. Cambridge University Press, Cambridge 2007, ISBN 9780521845953.
- mit Harold Tarrant (Hrsg.): Reading Plato in Antiquity. Bloomsbury Publishing, London 2006, ISBN 9780715634554.
- mit Dougal Blyth und Harold Tarrant (Hrsg.): Power and Pleasure, Virtue and Vice: Essays in Ancient Moral Philosophy. University of Auckland, 2001.